# Astronomie inuite

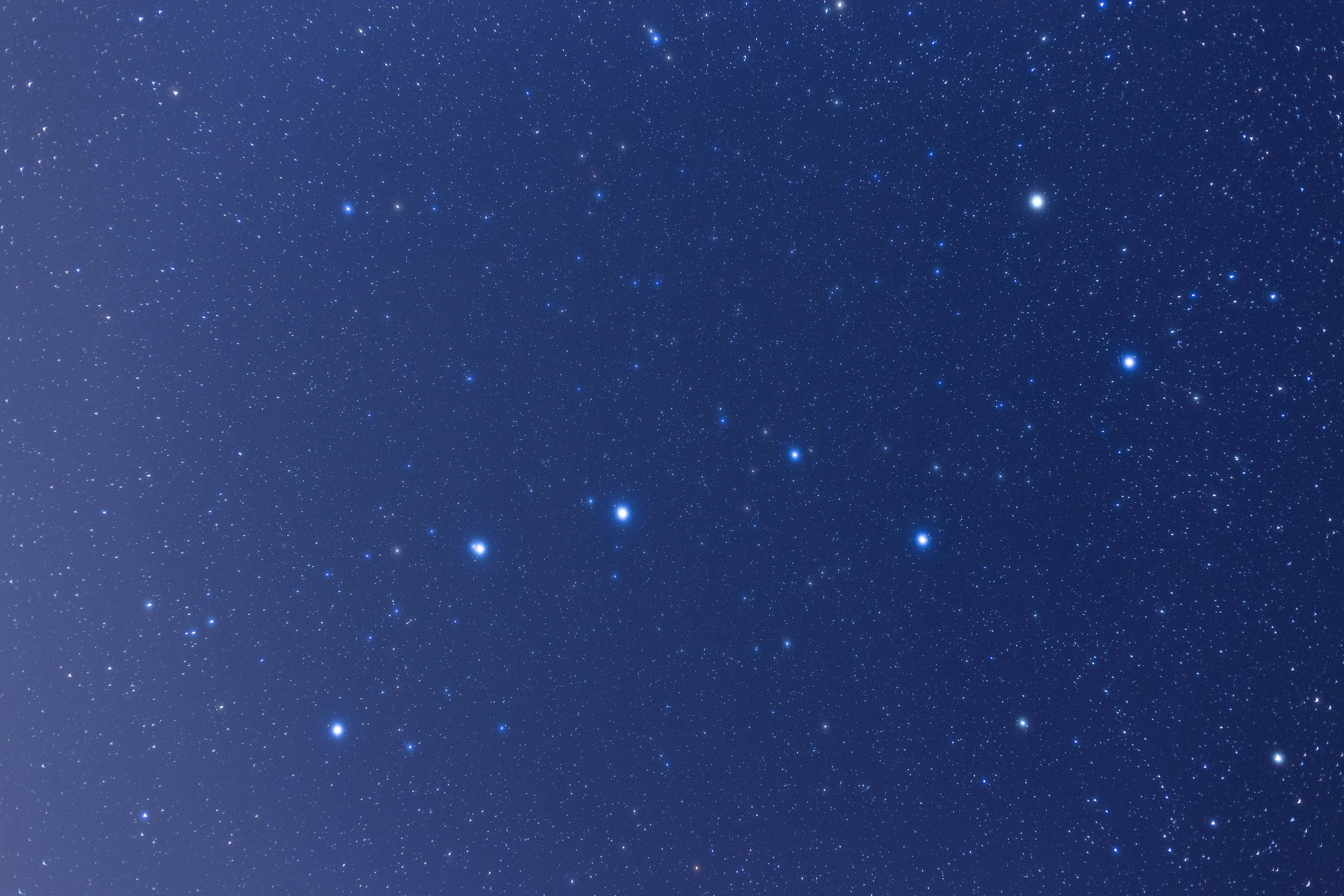
Tukturjuit, signifiant le « caribou ». Connue sous le nom de Grande Ourse en astronomie occidentale.

L'astronomie inuite prend ses sources dans les modes de relations que les Inuits ont établi avec la sphère céleste, appelé Qilak dans leurs langues, et façonnée par leur mythologie. Elle est à la fois profondément liée à leur cosmologie, tout en étant un outil indispensable pour suivre le temps et se repérer, au cœur du climat rigoureux de l'Arctique et des difficultés de subsistance qui en résultent dans la région, surtout l'hiver. 
Les Inuits sont un groupe de peuples circumpolaires qui habitent les régions arctiques et subarctiques de l'Amérique du Nord (Canada, Groenland et Alaska) et certaines parties du nord de la Sibérie. De ce fait, il existe une pluralité de traditions différentes pouvant conduire à des différences de vision du Qilak. Vers les régions de l’arctique de l’est, la conception rendant compte des étoiles comme les esprits de défunts est majoritaire, contrairement à la région près du détroit de Béring où ce sont des existants non-humains. Bien qu'il existe des traditions différentes entre les groupes, elles se chevauchent dans la manière dont les étoiles et les astérismes aident à la chasse, à la navigation et à l'enseignement du monde à leurs jeunes.
Comme beaucoup d'astronomies développées par les populations autochtones, leur astronomie ne peut se dissocier de leur relation symbolique avec le ciel mais aussi des besoins sociaux tels que la chasse ou l'orientation. Vivant sous les hautes latitudes septentrionales, les conditions d'observation du ciel sont tributaires de la saison, en particulier du contraste entre la nuit polaire qui peut se produire pendant plusieurs mois et du soleil de minuit en été, mais aussi d'une météo arctique souvent peu clémente. En conséquence, la production de connaissance astronomique chez les Inuits est relativement peu développée en comparaison à d'autres astronomies non occidentales. 

## Astronomie et cosmologie inuit

### Connaissance astronomique
La connaissance astronomique et son élaboration au sein d'une culture est nécessairement un produit social qui ne peut être ignoré dans son étude. Cette production de connaissance s'instaure dans une logique d'être au monde répondant à des besoins particuliers, dont l'approche requiert les méthodes ethnologiques. Par conséquent, il n'existe que peu de documentations sur l'astronomie inuite d'autant que les connaissances traditionnelles se perdent au fil des générations. L’ethnographe John McDonald a produit à ce jour une retranscription importante de l'astronomie inuit, où il s'est consacré aux populations Igloolik et des communautés voisines dans le nord la région de l'île de Baffin .

### Cosmologie
La cosmologie inuit lie étroitement la Terre et le ciel, considérant la Terre comme un grand disque plat se terminant par des falaises et entouré par le ciel. Le ciel lui-même est compris comme des couches de royaumes célestes, jusqu'à quatre ou cinq. Une légende, décrite par Nelson, ethnographe des Inuits de la fin du XIXe siècle, explique qu’un chamane inuit s’est rendu sur les hauteurs d’une montagne et a vu que les étoiles étaient en réalité des trous ronds par laquelle la lumière de dessus brillait. À partir de la troisième couche, il vit une habitation et un village comme le sien. En outre, Nelson rajoute qu’en Alaska, l’idée était répandue que le ciel, Qilak, était un territoire identique à la terre, où seule l’herbe poussait vers le bas et était remplie de neige. Dans les régions proche du détroit de Béring, les modes de relation qu'ont les inuits avec le ciel s'apparente à de l'animisme où le monde céleste est peuplé d'habitants. En contraste, les régions proche du Groenland considère le ciel comme la résidence des défunts. John McDonald explique d’ailleurs que cette vision est probablement due à la venue du christianisme dans la région. 

### Qilaket les inuits
Plusieurs mythes inuits explicitent les entités ou le monde céleste à l'image des humains, comme illustré par le mythe inuit du Soleil et de la lune où ces deux astres sont originellement une sœur et un frère qui ont transgressé l'interdit de l'inceste,. En outre, il est possible pour les chamanes d'effectuer des voyages chamaniques jusqu'au ciel. Le mythe inuit de l’homme-lune aidant une femme battue par son mari recueilli et commenté par Bernard Saladin d’Anglure montre la possibilité d’un chamane de voyager jusqu’à la lune. Ce mythe explique que ce voyage s’effectue sur un traîneau tout en n’étant pas épargné par la difficulté et le danger de s’élever jusqu’à des régions célestes.  Les aurores boréales revêtent également d'une importance particulière en tant que lieu où habitent les esprits décédés des suites d'une perte de sang, d'un meurtre ou d'un accouchement. 
D'une part, ces visions du ciel mettent en garde les Inuits contre les actes répréhensibles et les actes interdits, et d'autre part, ils démontrent l’enchevêtrement de la vision du ciel dans le quotidien social des inuits. Il est souvent impossible de dissocier l'astronomie en tant que connaissance des astres avec leurs aspects symboliques et sociales. 

## Constellations
Les Inuits identifient de nombreuses constellations, astérismes et étoiles selon leurs propres mots. L'astronomie inuit possède des noms pour trente-trois étoiles, deux amas d'étoiles ainsi qu'une nébuleuse. Les étoiles sont incorporées dans 16 ou 17 astérismes, bien que 7 soient autonomes avec des noms individuels.
L'utilisation des étoiles ou des astérismes dépendent de la symbolique mais aussi de l'utilité dans le quotidien des inuits. Par exemple, l'étoile Polaris ou l'étoile polaire (Nuutuittuq) est peu importante, probablement parce qu'elle se situe trop haute dans le ciel à ces latitudes pour être utile à la navigation.

### Nom des étoiles et constellations
Les pratiques de dénomination se répartissent en deux grandes catégories : la personnification humaine ou animale et la désignation intrinsèque, tirée d'une caractéristique visible particulière de l'étoile ou des étoiles. Cette désignation peut être basée sur la couleur, la distance aux étoiles environnantes et le mouvement ou la progression dans le ciel. De nombreuses étoiles ont même deux noms, un nom courant et un nom littéraire qui sera utilisé lorsqu'elles personnifient un personnage mythique. Contrairement aux constellations occidentales, les astérismes ne seront jamais perçue comme l'image d'un animal ou d'une personne puisque que chaque étoile est associée à un défunt ou un être animée d'une intériorité. Les objets inanimés comme le « pied de lampe » ou les « clavicules » en stéatite sont représentés par des groupements d'étoiles. 

### Mythologie
Les noms des étoiles sont nommés à travers des mythes et des légendes, reflétant l'image de « l'éthique sociale et des préoccupations concernant la cosmogonie, l'ordre social et cosmique, les moyens de subsistance, la rétribution et le renouveau ».  Ces histoires sont à la fois utilisées comme explications du monde, mais aussi comme un outil narratif pour aider les gens à se souvenir de l'emplacement des étoiles et de leur relation les unes aux autres, essentiellement dans l'optique de  l'utilisation des étoiles pour la navigation ou la lecture de l'heure.
| Nom de la constellation                             | Équivalent de la constellation occidentale | Étoiles principales                                           |
| --------------------------------------------------- | ------------------------------------------ | ------------------------------------------------------------- |
| Aagjuuk                                             | Aigle                                      | Altaïr, Tarazed                                               |
| Akuttujuuk                                          | Orion                                      | Bételgeuse, Bellatrix                                         |
| Aviguti                                             | Voie Lactée                                |                                                               |
| Kingulliq*                                          | Lyre                                       | La vielle femme (Vega)                                        |
| Kingulliq*(second)                                  | Orion                                      | Rigel                                                         |
| Nanurjuk*                                           | Taureau                                    | Aldébaran                                                     |
| Nuutuittuq* (orthographe alternative: Niqirtsuituq) | Petite Ourse                               | Polaris                                                       |
| Pituaq                                              | Cassiopée                                  | Scadar, Caph                                                  |
| Qimmiit                                             | Taureau                                    | Hyades                                                        |
| Quturjuuk                                           | Gémeaux et Cocher                          | Pollux / Castor et Capella / Menkalinan                       |
| Sakiattiak                                          | Taureau                                    | Pléiades                                                      |
| Sikuliarsiujuittuq*                                 | Petit Chien                                | Procyon                                                       |
| Singuuriq*                                          | Grand Chien                                | Sirius                                                        |
| Sivulliik                                           | Bouvier                                    | Artcturus, Muphrid                                            |
| Tukturjuit                                          | Grande Ourse                               | Dubhe, Merak, Phecda, Megrez, Alioth, Mizar-Alcor, and Alkaid |
| Ullaktut                                            | Ceinture d'Orion                           | Alnitak, Alnilam, Mintaka                                     |
| Ursuutaattiaq                                       | Cassiopiée                                 | Les mêmes étoiles que Cassiopée                               |
| Qangiamariit                                        | Nébuleuse d'Orion                          |                                                               |